# Burg Klamm
Schloss Klamm är ett slott i Österrike.   Det ligger i distriktet Imst och förbundslandet Tyrolen, i den västra delen av landet, 400 km väster om huvudstaden Wien. Schloss Klamm ligger 909 meter över havet.
Terrängen runt Schloss Klamm är huvudsakligen bergig, men den allra närmaste omgivningen är kuperad. Närmaste större samhälle är Telfs, 8,9 km öster om Schloss Klamm. 
I omgivningarna runt Schloss Klamm växer i huvudsak barrskog. Runt Schloss Klamm är det ganska glesbefolkat, med 47 invånare per kvadratkilometer.